# 坪内寿夫
坪内 寿夫（つぼうち ひさお、1914年〈大正3年〉9月4日 - 1999年〈平成11年〉12月28日）は、日本の実業家。
愛媛県伊予郡松前町生まれ。倒産寸前の企業を数多く再建させた手腕から、一時はマスコミによって「再建王」、また船舶・造船・ドック会社を多数抱えたことから「船舶王」、四国を中心としたグループ形態から「四国の大将」とも称された。
本名は桧三夫であったが、妻の姓名判断により寿夫に改名した。

## 経歴
1934年（昭和9年）、弓削商船学校（現・弓削商船高等専門学校）卒業後、南満州鉄道に就職する。太平洋戦争では従軍し、戦後 は3年間シベリア抑留を体験した。
1948年（昭和23年） にシベリアから引き揚げ、愛媛に戻る。娯楽がこれから儲かると着目し、父・百松から引き継ぐ形で松山市の映画館「グランド劇場」の経営を手がけ、利益を上げる。日本の映画館で違う系列の映画の二本立て上映を初めて行ったのがグランド劇場であり、寿夫はその後、四国で多くの映画館を経営し、「四国の映画王」と言われるようになる。
1953年（昭和28年）4月、波止浜町の來島船渠(くるしませんきょ、現・新来島どっく）の経営を引き受け、社長に就任。販路の見直し及び徹底したコスト削減を行ない、経営を軌道に乗せる。寿夫は標準船戦略による量産方式を導入、流れ作業で一度に多数の同一型船を建造してコスト削減を図った。これが、いわゆる来島型標準船である。
また、業界で初めて導入した分割払いにより、支払い能力の低い船主でも購入可能とした。
1961年（昭和36年）に奥道後国際観光を立ち上げ、奥道後地域の観光開発を行なう。
1978年（昭和53年）6月29日、内閣総理大臣の福田赳夫、日本商工会議所会頭の永野重雄、日本興業銀行頭取の池浦喜三郎らに推され、佐世保重工の社長に就任、200億円以上あった累積赤字を4年で解消し、経営再建を果たした。その後、来島グループはオリエンタルホテル、ダイヤモンドフェリー・関西汽船（現・フェリーさんふらわあ）など多数の企業を傘下に収め、コスト削減と信賞必罰人事を徹底。最盛期には東邦相互銀行、日刊新愛媛など約180社に拡大した。坪内は永野重雄から佐世保重工再建を依頼された赤坂の料亭「中川」にことさら思い入れを持ち、1982年閉店した「中川」に約10億円の費用をかけ、1983年夏に坪内の経営するホテル奥道後（現・奥道後壱湯の守）に移築させた。

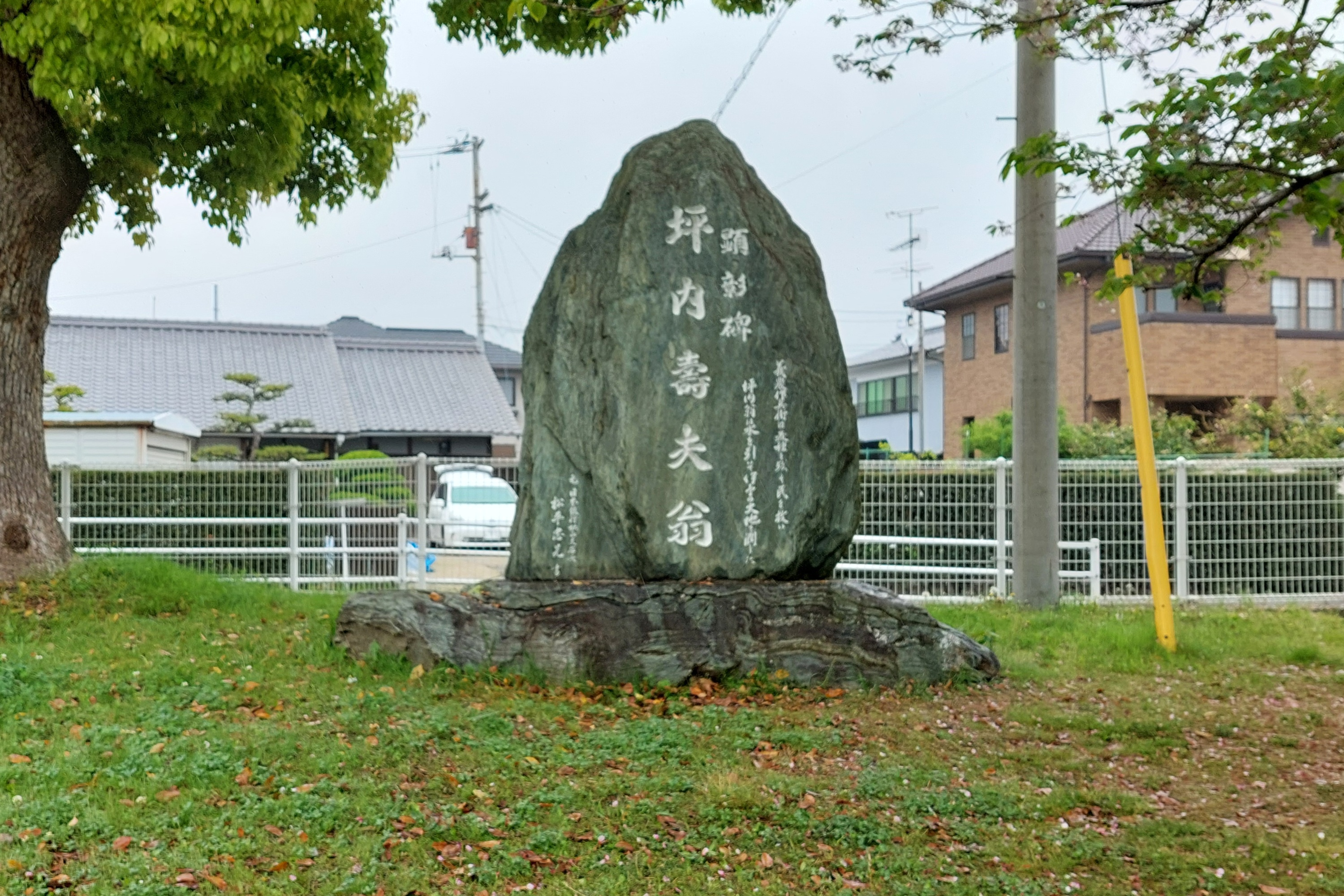
坪内寿夫翁顕彰碑（松前町の義農公園内）

1980年（昭和55年）1月、糖尿病と診断され入院。以後断続的に入退院を繰り返し、経営判断を部下に任せる局面が増えたが、それが仇となった。その上、1980年代の造船不況、韓国の台頭、円高によりグループの収益は悪化。1986年（昭和61年）には経営破綻状態となった。寿夫は1987年（昭和62年）4月以降、来島どっくを含むグループ各社の代表権を返上したほか、経営再建に際し私財として不動産・株式など約280億円を拠出した。その後1988年（昭和63年）6月に佐世保重工会長に復帰し、1994年（平成6年）6月に相談役に退いた。
1999年（平成11年）12月28日、松山市内の病院で死去。85歳没。
寿夫の死去から19年が経た2018年、来島どつくグループが創業したホテル奥道後・壱湯の守内に、小椋浩介の監修・制作による「奥道後坪内記念館」が開設され、ゆかりの品が展示されている。

## 経営手法

### コスト削減と人事
一代で造船・海洋を中心とした来島グループ（来島ドックグループ）とも呼ばれる180社を超える巨大企業群を作り上げた。経営手法は、徹底した「コスト削減」と「信賞必罰人事」を軸とした。具体的には以下のようなものである。
戦前・戦中から戦後にいたるまでの労働慣習を見直し、21世紀では一般的とされている方式を取り入れた。
- 従来の大雑把な見なし労働を止め、入退社管理を厳しく管理し、8時間労働1時間休憩を採用した。
- 繁忙期に合わせて雇い入れをおこなう慣行を改め、季節労働や下請け・孫請けを中心に人件費を削減した。
- 設計にもコストを要求し、その一環として管理権限者に裁可権を与えることで作業速度の向上を図った。
- 役職が多かった会社を部課制に改めてポストを削減し、年功序列から実力主義へ変更した。

人事に関しては「エレベーター人事」と自ら名づけた抜擢と降格なども行った。極端な例ではあろうが、自著には、平社員から役員への昇格や役員から平社員へ降格人事もおこなったとある。
これらをもとに、顧客や従業員などの人心を掌握あるいは刺激する心理的手法を併用した再建例が多かった。銀行の再建に当たった際には、倒壊しそうになった店舗を前に顧客と取引先を集め「立派な建物を建て直すか、つっかえ棒による補強を行うか」と問いかけた上で「棒による補強でよければ、その分みなさまに還元でき、金利を上げることができる」と公言して顧客の信頼を勝ち得、預金額を増やした。
小佐野賢治が経営を受け持っていた造船会社（三重造船）の再建に取り組もうとしたものの、小佐野の経営方針と相容れず、経営に参画しなかった。その直後、小佐野は病死した。

### 造船業以外への進出
企業形態を広げる時には、その隣接する業種（例:造船・フェリー運航会社・バス会社といった隣接）を基本とし、他業種に一気に参入しないなど手堅い姿勢も見せたが、以下のようなケースもある。
マスコミでは日刊新愛媛の社長となった。極端な廉価販売で部数を伸ばしたが、当時「白石天皇」、あるいは独裁者などと地元から呼ばれた愛媛県知事・白石春樹と徹底的に対立し取材拒否を受けたりもした（日刊新愛媛取材拒否事件）。その後、日刊新愛媛は、1986年に廃刊となった。
青木一三は著書の中で、坪内がプロ野球に興味を示し、奥道後温泉に球場を建てて新球団を持つ構想を持っていたことや、南海および近鉄から坪内に球団買収の働きかけがあったことを記している。1980年代前半に新球団の立ち上げ構想に関わっていた稲尾和久も、球団を持つ意思のある実業家として坪内に面会したと述べている。
赤字の続いていた日本国有鉄道について、「四国の国鉄を俺に任せれば5年で黒字にしてみせる」という発言もあった。

### 評価
実子に恵まれなかったこともあり、財産は自分の物ではない、経営とは世のため人のためにするものだなどと公言するなど、その強烈な個性・手腕・信念・姿勢などに対する熱烈な支持者も数多くおり、元愛媛県知事の加戸守行は「坪内さんは政商ではなく、清商であった」と、坪内の潔さを褒め称えている。犯罪者の社会復帰などにも熱心で、1961年には來島船渠大西工場敷地内に塀のない刑務所「松山刑務所大井造船作業場」を作った。これ以外にも傘下企業に出所者を多数雇い入れたりしている。
来島グループでは管理職向け研修として「ダイナミック・パワーアップ・プログラム訓練（D2P）」と呼ばれる教育を大々的に導入していた。ただその内容には賛否があり、高杉良は「ひとによっては激しいアレルギーを示す」「私自身もこの講習を受講する気にはなれません」と評している。
鳴り物入りで乗り込んだ佐世保重工業の再建については、評価が分かれる。高杉良は『小説 会社再建』にて、坪内がいなければ佐世保重工業は手形の決済資金を調達できず間違いなく倒産していたと述べている。
企業買収を仕掛けるときに強引であったり、一代で企業を大きくしたという自負からか、信念が強く他者の意見を聞かないという一面もあった。同じ企業再建の名手と言われた早川種三は、坪内のやり方に対し「あんなやり方でほんとにやる気が出るもんですかねぇ」と疑問を呈している。
世間で週休2日制が定着した後も来島グループでは長らく週休1日制を維持したため、佐世保重工業再建の際にはその点が労使紛争の大きな問題点となるなど（佐世保重工業は来島グループ入りの時点で既に週休2日制を導入しており、坪内は来島グループ他社と足並みを揃える目的で週休1日制への変更を求めたものの、最終的に妥協し隔週週休2日制となった）、晩年には時代の変化に遅れを取る部分もあった。

## 関わった有力企業
- 新来島どっく（旧称:来島どっくが前身、三井物産、商船三井などとも親密）
  - カナサシ（旧称:金指造船、新来島どっくが継承）
  - カナックス（新来島どっくが継承）
  - 新高知重工（旧・高知重工業から継承）
- 佐世保重工業（元佐世保海軍工廠が前身）
- 日刊新愛媛（1986年廃刊→その後会社解散）
- 関西汽船（商船三井傘下、住友グループ色が強い）
  - 西日本レジャー開発（関西汽船子会社→後に伊藤忠が完全買収）
- ダイヤモンドフェリー（商船三井子会社、住友グループとも関係が強い）
- オリエンタルホテル
- 函館どつく
- 東邦相互銀行（普通銀行に転換できなかった最後の相互銀行となり、伊予銀行に救済合併された）

## 賞歴
- 勲二等瑞宝章：1992年受章[10]。

## 関連書籍
- 柴田錬三郎『大将』講談社、1970年（のち集英社文庫、1978年、ISBN 4-087-50175-2） - 坪内をモデルとした小説。柴田と坪内は個人的にも交友関係が深かった。
- 落合信彦『戦い、いまだ終わらず』集英社<集英社文庫>、1990年- 佐世保重工業の再建を中心に描く。
- 高杉良『小説会社再建-太陽をつかむ男』集英社<集英社文庫>、1991年 - 佐世保重工業再建時の社長起用の経緯。
- 半村良『億単位の男』集英社、1996年 - 立志伝
- 青山淳平『人、それぞれの本懐』―生き方の作法　1999年ｰ社会思想社
- 青山淳平『夢は大衆にあり～小説・坪内寿夫』中央公論新社、2004年
- 佐伯正夫『坪内イズムの真実を今　再建人生ここにあり』愛媛ジャーナル、2008年